# Roman Kemp
Pour les articles homonymes, voir Kemp.
Roman Kemp (né le 28 janvier 1993), est un animateur radio et une personnalité de la télévision britannique. Depuis 2014, il présente le réseau national de radio Capital FM et leur propre émission de petit-déjeuner depuis 2017. En 2019, Kemp a terminé à la troisième place de la dix-neuvième série de l'émission I'm a Celebrity...Get Me Out of Here!.

## Jeunesse
Kemp est le fils de l'acteur et musicien Martin Kemp et de la chanteuse Shirlie Holliman,. Il a une sœur aînée, Harley Moon (née en 1989). Le chanteur George Michael, aujourd'hui décédé, était son parrain,.
Kemp a été scolarisé à Berkhamsted School, jusqu'à l'âge de 15 ans et était dans la même classe que KSI.

## Carrière

### Années 2010
En novembre 2014, Kemp a rejoint Capital FM pour présenter le dimanche de 6 à 9 heures. Un an plus tard, il a été promu au samedi de 17h à 20h et au dimanche de 21h à 0h, où il a eu la chance d'interviewer des artistes dans son émission. En février 2016, Kemp est devenu le nouveau visage du Capital Evening Show, en semaine de 19 h à 22 h, en plus de son émission du dimanche. En 2017, Kemp a commencé à animer Capital Breakfast de 6h à 10h avec Vick Hope à Londres et le samedi de 6h à 9h sur l'ensemble du réseau. En conséquence, il a quitté l'émission du soir. En 2018, Sonny Jay a rejoint Capital Breakfast à temps plein en tant que coprésentateur. En 2016, Kemp était le présentateur numérique de The X Factor UK et le correspondant des médias sociaux. Il a également coanimé Nick Kicks sur Nicktoons. Depuis janvier 2017, il coprésente 2Awesome sur ITV2 avec Vick Hope. Il a également présenté The Hot Desk sur ITV2. Depuis le 2 mai 2017, Kemp a repris l'émission de petit-déjeuner de Capital FM London avec Hope. Il a narré Bromans sur ITV2 en 2017, dans lequel son père jouait le rôle de l'empereur. Il est apparu dans un épisode de l'émission Partners in Rhyme de Len Goodman. Il a participé à une édition de célébrités de First Dates pour Stand Up to Cancer en novembre 2017.
En novembre 2017, Kemp a été le reporter en coulisses de l'émission Children in Need Rocks. Le 1er mars 2018, Kemp a présenté les Global Awards aux côtés de Rochelle Humes et Myleene Klass, et est revenu pour présenter les Global Awards 2019. Le 8 avril 2019, Kemp, Hope et Jay sont devenus les animateurs du nouveau Capital National Breakfast. En mai 2019, il a été annoncé qu'il jouerait dans l'édition 2019 de Soccer Aid, représentant le reste du monde en raison de sa naissance à Los Angeles lui permettant d'être classé comme Américain. Depuis juin 2019, Kemp apparaît dans la série de télé-réalité Celebrity Gogglebox de Channel 4 aux côtés de son père. En 2019, Kemp a participé à la dix-neuvième série de la série de téléréalité ITV I'm a Celebrity...Get Me Out of Here ! et a terminé à la troisième place,. Kemp a également présenté le spectacle de célébration du Nouvel An à Londres à deux reprises, en 2017 et 2019, aux côtés des artistes Nile Rodgers, Chic et Craig David.

### Années 2020
En 2020, Kemp coanime un programme du dimanche matin avec son père, intitulé Martin & Roman's Sunday Best! sur ITV à partir du 14 juin 2020. Le 19 novembre 2020, Kemp a participé en tant que panéliste invité à l'émission de journée Loose Women sur ITV et a fait partie du premier panel entièrement masculin dans les 21 ans d'histoire de l'émission. En mars 2021, M. Kemp a présenté un documentaire sur BBC Three, Roman Kemp: Our Silent Emergency, qui explore la crise de la santé mentale et du suicide qui touche les jeunes hommes. Son ami, le producteur Joe Lyons, s'est suicidé en août 2020.
À partir d'avril 2021, Roman Kemp et son père Martin Kemp présenteront l'émission Martin & Roman's Weekend Best!, un spin-off de l'émission Martin & Roman's Sunday Best!.

## Vie personnelle
Dans le documentaire Roman Kemp: Our Silent Emergency, Kemp a révélé qu'il avait failli tenter de se suicider après avoir lutté contre la dépression pendant 13 ans.
Kemp est un supporter d'Arsenal F.C.

## Filmographie
| Année        | Titre (original)                       | Titre (traduction)                                | Chaîne     | Rôle                  | Notes                                                                                          |
| ------------ | -------------------------------------- | ------------------------------------------------- | ---------- | --------------------- | ---------------------------------------------------------------------------------------------- |
| 2016         | The X Factor UK                        | The X Factor UK                                   | ITV        | Présentateur          | Présentateur numérique et correspondant pour les médias sociaux                                |
| 2016–2017    | The Hot Desk                           | Le bureau chaud                                   | ITV2       | Présentateur          |                                                                                                |
| 2016–2017    | Nick Kicks                             | Nick Kicks                                        | Nicktoons  | Présentateur          |                                                                                                |
| 2017         | Children in Need Rocks the 80s         | Les enfants en détresse font vibrer les années 80 | BBC One    | Présentateur          | Présentateur en coulisses                                                                      |
| 2017         | 2Awesome                               | 2Awesome                                          | ITV2       | Coprésentateur        | Avec Vick Hope                                                                                 |
| 2017         | Bromans                                | Bromans                                           | ITV2       | Narrateur             |                                                                                                |
| 2017         | Celebrity First Dates                  | Premiers rendez-vous entre célébrités             | Channel 4  | Candidat              | Pour Stand Up to Cancer                                                                        |
| 2017, 2019   | New Year's Eve Fireworks               | Feux d'artifice de la Saint-Sylvestre             | BBC One    | Présentateur          | Avec Nile Rodgers et Chic (2017) ; Avec le groupe de Craig David et TS5 DJ Set (2019)          |
| 2018–2020    | Global Awards                          | Global Awards                                     | Capital TV | Coprésentateur        | Avec Rochelle Humes et Myleene Klass (2018-2019) ; Avec Rochelle Humes et Kate Garraway (2020) |
| 2019         | I'm a Celebrity... Get Me Out of Here! | Je suis une célébrité... Sortez-moi de là !       | ITV        | Candidat              | Troisième place                                                                                |
| 2019–present | Celebrity Gogglebox                    | Celebrity Gogglebox                               | Channel 4  | Lui-même              | Avec Martin Kemp                                                                               |
| 2020         | Martin & Roman's Sunday Best!          | Le meilleur du dimanche de Martin et Roman !      | ITV        | Coprésentateur        | Avec Martin Kemp                                                                               |
| 2020, 2022   | Loose Women                            | Loose Women                                       | ITV        | Jury                  | Spécial "Loose Men"                                                                            |
| 2021         | DNA Journey                            | Le voyage de l'ADN                                | ITV        | Lui-même              | Avec Martin Kemp                                                                               |
| 2021         | Martin & Roman's Weekend Best!         | Le meilleur du week-end de Martin et Roman !      | ITV        | Coprésentateur        | Avec Martin Kemp                                                                               |
| 2022         | Concert for Ukraine                    | Concert pour l'Ukraine                            | ITV, STV   | Coprésentateur        | Avec Marvin Humes et Emma Bunton                                                               |
| 2022–present | The One Show                           | The One Show                                      | BBC One    | Coprésentateur invité |                                                                                                |
| 2022         | Britain Get Singing                    | La Grande-Bretagne chante                         | ITV        | Hôte                  | Avec Alesha Dixon, Adam Lambert, Jason Manford et Will.i.am                                    |
| 2023         | BRIT Awards: Red Carpet                | Les BRIT Awards : Tapis rouge                     | ITV2       | Coprésentateur        | Avec Maya Jama et Clara Amfo                                                                   |
| 2023         | The Finish Line                        | La ligne d'arrivée                                | BBC One    | Présentateur          | Avec Sarah Greene                                                                              |

| Années           | Titre                    | Rôle         | Notes                                |
| ---------------- | ------------------------ | ------------ | ------------------------------------ |
| 2014–2015        | Sunday 6–9am             | Présentateur |                                      |
| 2015–2016        | Saturday 5–8pm           | Présentateur |                                      |
| 2015–2017        | Sunday 9pm–12am          | Présentateur |                                      |
| 2016–2017        | The Capital Evening Show | Présentateur | En semaine, de 19h à 22h             |
| 2017–aujourd'hui | Capital Breakfast        | Présentateur | Créneau de petit-déjeuner en semaine |

| Année | Titre (original)                 | Titre (traduction)                     | Chaîne        | Rôle      |
| ----- | -------------------------------- | -------------------------------------- | ------------- | --------- |
| 2021  | Roman Kemp: Our Silent Emergency | Roman Kemp : Notre urgence silencieuse | BBC Three     | Presenter |
| 2021  | TRIC Awards                      | Prix TRIC                              | ScreenHits TV | Presenter |

## Prix et nominations
| Année | Catégorie                  | Prix              |                                  | Résultat |
| ----- | -------------------------- | ----------------- | -------------------------------- | -------- |
| 2021  | National Television Awards | Document d'auteur | Roman Kemp: Our Silent Emergency | Nommé    |
| 2021  | TRIC Awards                | Animateur Radio   | Lui-même                         | Lauréat  |
| 2022  | TRIC Awards                | Animateur Radio   | Lui-même                         | Lauréat  |
| 2023  | TRIC Awards                | Animateur Radio   | Lui-même                         | Lauréat  |